# اولگ پاشینین
اولگ پاشینین (روسی: Олег Алексеевич Пашинин؛ زادهٔ ۱۲ سپتامبر ۱۹۷۴) بازیکن سابق و مربی فوتبال اهل ازبکستان است.
از باشگاه‌هایی که در آن بازی کرده‌است می‌توان به باشگاه فوتبال لوکوموتیو مسکو، باشگاه فوتبال سانفریس هیروشیما، و تیم ملی فوتبال ازبکستان اشاره کرد.